# Гуревич, Даниэль
Даниэль Гуревич (фр. Danielle Gourevitch, урождённая Леэрпё, фр. Leherpeux; 21 января 1941, Плюмельо, ныне в составе Плюмельо-Бьёзи, департамент Морбиан — 13 июня 2021, Париж) — французский историк Античности, специализировавшаяся в первую очередь на истории древней медицины. Почётный президент Французского общества истории медицины. Член-корреспондент (с 1995 г.), действительный член (с 1999 г.) Международной академии истории науки.
Окончила Высшую нормальную школу (1965), затем в 1966—1969 гг. продолжала образование во Французской школе в Риме. В 1981 году защитила докторскую диссертацию, на основе которой выпустила монографию «Гиппократов треугольник в греко-римском мире: больной, его болезнь и его врач» (фр. Le triangle hippocratique dans le monde gréco-romain. Le malade, sa maladie et son médecin; 1984). В 1969—1989 гг. преподавала в университете Париж X. В 1989—2008 гг. заведовала кафедрой истории медицины в Практической школе высших исследований.
Среди основных трудов Гуревич — монография «Болезни в античном искусстве» (фр. Les maladies dans l'art antique; 1998) в соавторстве с Мирко Грмеком и «Женщина в Древнем Риме» (фр. La femme dans la Rome antique; 2001, русский перевод 2006 под названием «Повседневная жизнь женщины в древнем Риме») в соавторстве с Мари-Терез Рапсат-Шарлье. Она перевела на французский язык и откомментировала четырёхтомное издание основополагающего трактата Сорана Эфесского «О женских болезнях» (1988—2000, вместе с Полем Бюргьером).
Офицер Ордена Академических пальм (1998), кавалер Ордена Почётного легиона (2002).